# 城际闪电列车

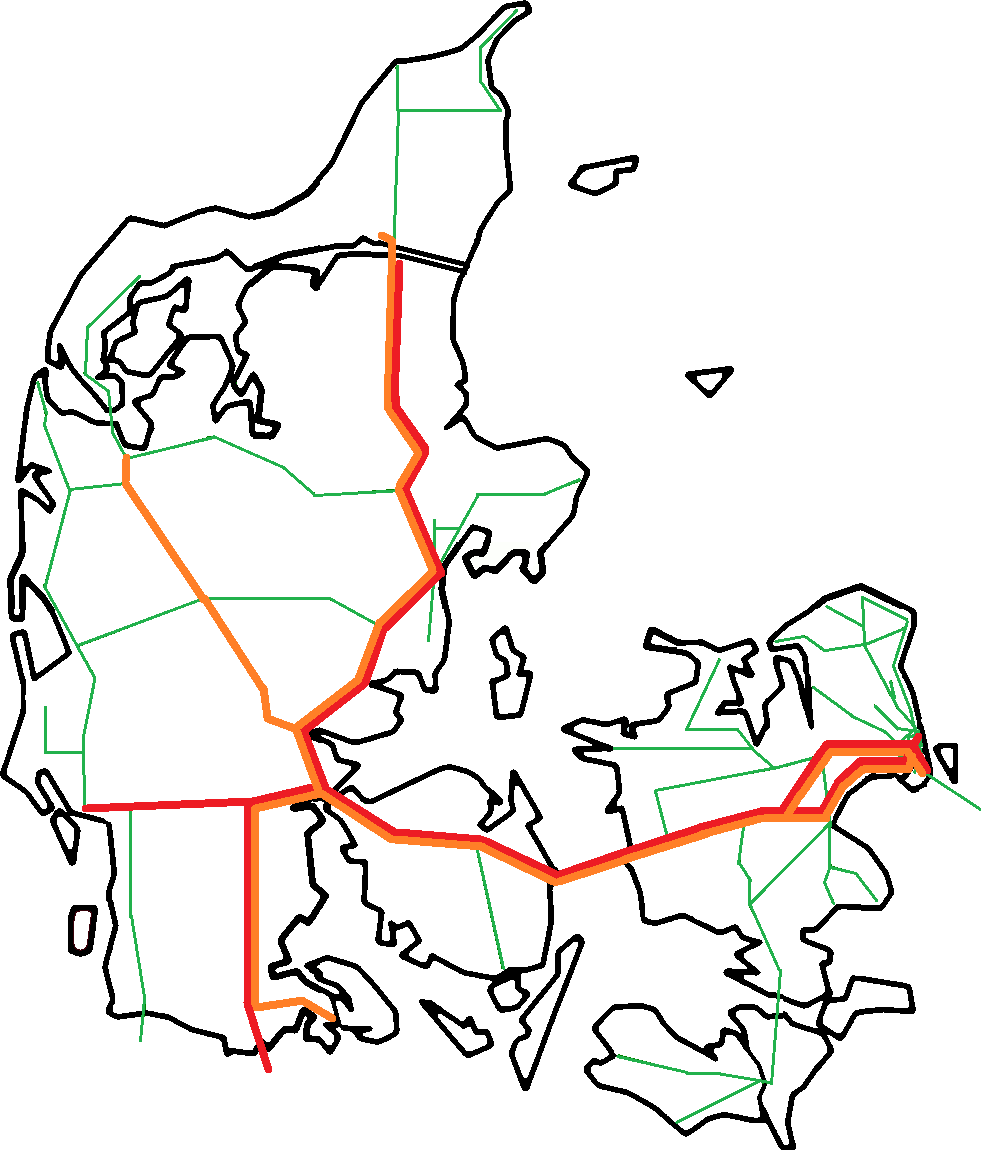
图中橙色线路即为“城际闪电列车”线路。图中红色线路即为“城际列车” (Note: 在中国，“城际列车”一词通常泛指所有线路横跨至少两座城市行政区域的长途旅客列车。在丹麦，“城际列车”一词通常指线路横跨至少两座城市行政区域且停站较少的旅客列车。)线路。（数据截至2021年）

城际闪电列车（丹麦语：InterCityLyn）是丹麦旅客列车的一个等级，同时是丹麦国家铁路在1997年后对“闪电列车”的称呼。这一等级的旅客列车运行速度较快，采用大站停模式，运行在城际线路上。 现在的“城际闪电列车”性质较为接近于中国大陆的Z字头及部分运营速度较慢的D字头列车。在1997年至2004年中国铁路第五次大提速前夕，丹麦的“城际闪电列车”大致相当于中国大陆的“特快列车”。

## 现使用车辆
| 型号              | 图片 | 最高运营速度 | 最高试验速度   | 编组    | 原产地     | 制造商         |
| ----------------- | ---- | ------------ | -------------- | ------- | ---------- | -------------- |
| 城际3型柴油动车组 |      | 180千米/小时 | 204.6千米/小时 | 3节编组 | 丹麦兰讷斯 | 斯堪的亚公司   |
| 区际4型电力动车组 |      | 180千米/小时 | 208千米/小时   | 4节编组 | 丹麦兰讷斯 | 斯堪的亚公司   |
| 城际4型柴油动车组 |      | 200千米/小时 |                | 4节编组 | 義大利     | 安萨尔多百瑞达 |